# Cratere Kurchatov
Kurchatov è un grande cratere lunare di 110,96 km situato nella parte nord-occidentale della faccia nascosta della Luna.
Il cratere è dedicato al fisico tedesco Igor' Vasil'evič Kurčatov.

## Crateri correlati
Alcuni crateri minori situati in prossimità di Kurchatov sono convenzionalmente identificati, sulle mappe lunari, attraverso una lettera associata al nome.
| Kurchatov | Coordinate             | Diametro (in km) |
| --------- | ---------------------- | ---------------- |
| T         | 38°02′24″N 138°03′00″E | 26,87            |
| W         | 40°08′24″N 140°18′36″E | 31,85            |
| X         | 41°10′48″N 140°04′12″E | 16,02            |
| Z         | 40°44′24″N 141°47′24″E | 36,82            |